# Barranco de Campells II
Barranco de Campells II es un abrigo que contiene pinturas rupestres de estilo levantino. Está situado en el término municipal de Mequinenza (Aragón), en España. Muy cerca de la cabecera de este barranco, en un afloramiento rocoso de la parte alta de la ladera derecha, se abre una pequeña oquedad con dos paneles abiertos al Sur. En ellos, aparecen dos figuras de tendencia circular pintadas en rojo vivo, representando dos motivos en herradura. En una de las representaciones, aparecen dos motivos grabados con trazo muy fino, uno de los cuales se superpone a la figura pintada; los motivos grabados representan sendos tectiformes.
El abrigo está incluido dentro de la relación de cuevas y abrigos con manifestaciones de arte rupestre considerados Bienes de Interés Cultural en virtud de lo dispuesto en la disposición adicional segunda de la Ley 3/1999, de 10 de marzo, del Patrimonio Cultural Aragonés. Este listado fue publicado en el Boletín Oficial de Aragón del día 27 de marzo de 2002. Forma parte del conjunto del arte rupestre del arco mediterráneo de la península ibérica, que fue declarado Patrimonio de la Humanidad por la Unesco (ref. 874-652). También fue declarado Bien de Interés Cultural con el código RI-51-0009509.
Una de las hipótesis que explica el significado de esta pintura rupestre es la posesión de este abrigo por parte de una persona o un colectivo. La pintura fue estudiada por el arqueólogo Ignacio Royo y el motivo pictórico es similar a otros encontrados y descritos al norte, ya en la población cercana de La Granja d'Escarp.